# LONWORKS
LONWORKS（ロンワークス）とは、アメリカ合衆国エシュロン社が開発したネットワーク技術で、設備の知的分散制御を行う技術である。
主に、ビル設備管理のオートメーション、産業設備のオートメーション、エネルギーの監視・制御などといった設備制御のオートメーションシステム等において用いられる。
LONWORKSは、オープンシステムであるため、センサ、制御ユニット、手元スイッチ、監視装置などの制御システムに繋がる機器のマルチベンダー化（複数メーカーで機器を販売すること）が可能となる。そのため、様々なメーカーの制御機器の中から利用者や設計者が機器を選択し、組み合わせることによって最適な制御システムを構築することができる。
日本では、非営利活動法人であるLONMARK JAPAN が、LONWORKSを中心としたネットワークシステムの標準化、普及促進等を行っている。

## 起源
LonWorks はエシュロン社の集積回路、撚線対通信技術、ルーター、ネットワーク管理ソフトウェアなどの製品に基づいた技術である。1999年、LonWorks の通信プロトコル LonTalk はANSIに提出され、標準規格として採用された（ANSI/EIA709.1-B）。エシュロンの電力線/撚線対通信技術も ANSI に提出され標準規格として採用されている。

## 浸透と利用
ANSI/EIA709.1 は IEEE 1473-L の基盤として採用され、アメリカ鉄道協会 (AAR) の列車用ブレーキシステム、IFSF（ガソリンスタンドの欧州標準規格）、SEMI（半導体製造業界団体）、EN14908（欧州ビル自動化標準規格）などに採用された。ASHRAE/ANSI のビル自動化の標準規格 BACnet のデータリンク層と物理層にも採用されている。また、中国はこの技術を制御規格 GB/Z 20177.1-2006 および、ビル自動化通信規格 GB/T 20299.4-2006 として採用した。2007年、CECEDはこのプロトコルを家電機器の制御監視の AIS (Application Interworking Specification) 規格の一部として採用した。
2006年までに約6000万台の機器で LonWorks 技術が実装されている。

## 技術的詳細
物理層としては撚線対と電力線搬送通信が LonWorks 技術を含む各種標準規格で利用されている。また、LonWorks プラットフォームではIPトンネリング規格 EIA-852 を使って LonWorks ベースのネットワークとIPベースのネットワークの接続を行っている。LonWorks ベースの制御システムでは何らかのIPとの接続があることが多く、ユーザーインタフェースレベルや制御基盤にIPが使われる。
当初、エシュロンの設計した8ビットプロセッサ "Neuron chip" が LonTalk ノードを実装するのに不可欠であり、LonWorks ベースのハードウェアのほとんどで使われている。その後、汎用プロセッサでプロトコルを実装可能となった。しかし、まだ実際に使用された例は少ない。

## 利用例
- 半導体素子製造業
- 照明制御システム
- 電力制御システム
- 暖房および空調システム
- セキュリティシステム
- ホームオートメーション
- 家電機器
- 街灯と監視・制御
- ガソリンスタンド制御 (IFSF)

## SNVTs (Standard Network Variable Types)
LonWorks を使ったシステムでの相互運用性の鍵となるのは、物理的実体を表す変数の標準化である。この標準リストは LonMark International が保守しており、これを Standard Network Variable Types (SNVTs) と呼ぶ。例えば温度SNVTを使ったサーモスタットは0から65535の値を生成し、それが摂氏 -274度から 6279.5度の温度を表している。